# Челябинский машиностроительный завод автомобильных прицепов
Челя́бинский машинострои́тельный заво́д автомоби́льных прице́пов (ЧМЗАП) — советское и российское промышленное предприятие, расположенное в городе Челябинске.
Выпускает широкий ассортимент прицепной и полуприцепной техники: тралы, контейнеровозы, лесовозы, трубовозы, тяжеловозы, панелевозы, комбайновозы, бортовые, самосвальные полуприцепы и многое другое.
ЧМЗАП имеет сертификат соответствия менеджмента качества международному стандарту ISO 9001:2000.
Генеральный директор — Валерий Иванович Филатов.

## История
Строительство первого цеха по выпуску металлоконструкций начато в 1941 году силами трудармейцев (интернированные с Поволжья немцы, казаки и другие). Стройку вело особое строительно-монтажное управление № 11 треста «Стальконструкция» Наркомстроя СССР. В 1943 году цех преобразован в Бакальский завод металлоконструкций. С 1956 года завод преобразован в Челябинский машиностроительный завод автомобильных прицепов.
С момента основания завод являлся оборонным предприятием, производившим в первую очередь технику для нужд военных. В КБ завода создавалась прицепная техника, которая использовалась для транспортировки танков, БТР и другого.
Конструкторы завода выполняли особые задания для Минобороны СССР, в частности, на ЧМЗАП был изготовлен тяжеловоз для транспортировки корабля многоразового использования «Буран».
Помимо военной продукции завод помогал решать нестандартные задачи для нужд мирной промышленности — были созданы уникальные прицепы для транспортировки многотонных зеркал для телескопов, турбин для гидроэлектростанций и т. д.
В 90-е годы XX века завод был приватизирован и переименован в ОАО «Уралавтоприцеп», с сохранением торговой марки ЧМЗАП.

## Развитие

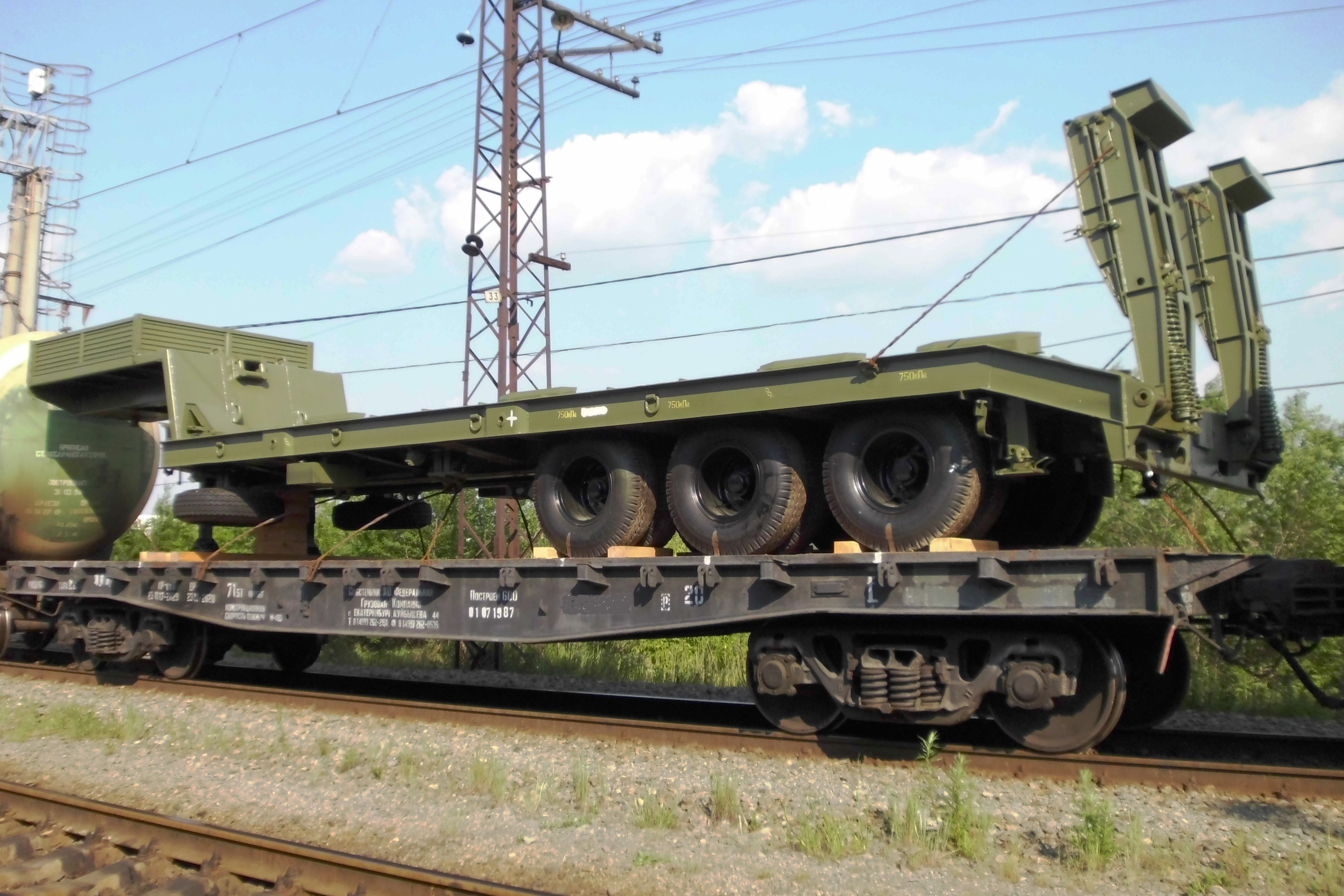
Закреплённый на железнодорожной платформе автомобильный полуприцеп-тяжеловоз ЧМЗАП-9990 для транспортировки колёсной и гусеничной техники

По состоянию на 2009 год на комбинате реализовывался проект перевооружения производства, в частности, были запущены новые дробеструйная и покрасочная линии.

## Предыдущие названия
- Бака́льский комбинат металлоконструкций (с момента основания);
- Челябинский завод металлоконструкций (с 1943);
- Челябинский машиностроительный завод автомобильных прицепов (с 1956);
- «Уралавтоприцеп» (c 1990-x).

## Директора завода
Список руководителей завода с момента его основания:
- Бейлин, Михаил Израилевич (1943—1948)
- Белобородов, Пётр Сергеевич (1948—1956)
- Чешуин, Александр Алексеевич (1956—1967)
- Блинов, Анатолий Александрович (1968—1972)
- Воробьёв, Анатолий Андреевич (1972—1990)
- Кощеев, Юрий Дмитриевич (1990—1994)
- Павлов, Юрий Никифорович (1994—?)
- Нетт, Эдуард Оскарович
- Захарин, Альфред Михайлович
- Арасланов, Радик Рифгатович
- Сметанин, Александр Николаевич
- Кулаков, Владимир Иванович
- Филатов, Валерий Иванович

## Санкции
12 декабря 2023 года, из-за российского вторжения на Украину, предприятие включено в блокирующий санкционный список США против компаний поставляющих продукцию для российской военно-промышленной базы.